# Каспаза-12
Каспаза 12(CASP12) - білок сімейства каспаз, кодується геном CASP12, що у людей знаходиться на довгому плечі 11-ї хромосоми. Структурно білок найбільш схожий на сімейство каспаз ICE(англ. Interleukin 1-beta Converting Enzyme, ICE — фермети, що конвертують інтерлейкін 1-бета). На відмінну від інших каспаз, не має протеазної активності.
У щурів, гомологічний білок є медіатором апоптозу у відповідь на пошкодження ендоплазматичного ретикулуму(ЕПР-стрес).
Людський ген CASP12 має дуже поширений поліморфізм, при якому в гені присутній передчасний стоп-кодон. Тому у більшості людей транслюється нефункціональний білок. Функціональний білок синтезується в людей, що належать до певної етнічної групи африканських аборигенів, в яких виявлений підвищений ризик розвитку сепсису.
Виявлено кілька різних форм транскрипту, що утворюються шляхами альтернативного сплайсингу.

## Ген CASP12
Ген CASP12 є білок-кодуючим і розташований на довгому плечі 11-ї хромосоми. Складається з 12 953-ох нуклеотидів.
Ген та його продукти задіяні в розвитку аміотрофічного латерального склерозу, транспорті електронів в дихальних шляхах та в синтезі АТФ. Бере участь в механізмах апоптозу.
Важливим паралогом гену є ген CASP4.

### Біохімічні процеси, в які задіяні продукти гену
Фізіологічні процеси:
- апоптоз
- ЕПР-стрес

Патологічні процеси:
- Хвороба Альцгеймера
- аміотрофічний латеральний склероз
- гепатит В

## Білок
Білок має 3 ізоформи, створені шляхом альтернативного сплайсингу. Найпоширеніша ізоформа 1(Q6UXS9-1)складається з 341-ї амінокислоти та має молекулярну масу в 38,9 кДа. Ізоформа 2 (Q6UXS9-2) має стоп-кодон на місці 169-ї амінокислоти, тому її довжина 168 амінокислот та молекулярна маса 19 кДа. Крім цього, після 87-ї амінокислоти спостерігаються амінокислотні заміни. В ізоформі 3(Q6UXS9-3) відсутній фрагмент з 3-86 амінокислот, довжина - 257, молекулярна маса - 29,4 кДа.
Найбільша концентрація білку виявлена в ЕПР, невелика кількість присутня в цитозолі.
Білок може знижувати вивільнення цитокінів у відповідь на бактеріальний ліпополісахарид під час інфекцій. Знижує активацію NF-каппа-B у відповідь на TNF.
Недавні дослідження показали, що відбувається позитивний добір індивідів за неактивною формою гену, так як вони більш стійкі до розвитку запальних захворювань.